# Club Universidad de Chile
A Club de Fútbol Profesional de la Universidad de Chile Chile egyik legismertebb labdarúgócsapata, amelyet 1927-ben alapítottak. Otthona Santiago de Chilében, található. Stadionja az Estadio Nacional de Chile.

## Sikerei

### Hazai
- 17-szeres bajnok: 1940, 1959, 1962, 1964, 1965, 1967, 1969, 1994, 1995, 1999, 2000, 2004 (A), 2009 (A), 2011 (A), 2011 (C), 2012 (A), 2014 (A)
- 2-torneo metropolitano:  1968, 1969
- 6-szeres kupagyőztes:  1979, 1998, 2000, 2012–13, 2015, 2024
- 1-szeres Copa Francisco Candelori:  1969

### Nemzetközi
- 1-szeres Copa Sudamericana győztes:  2011

## Jelentős játékosok
| Argentína - Raúl Aredes - Hugo Carballo - Sergio Gioino - Gustavo Lorenzetti - Guillermo Marino - Walter Montillo - Diego Rivarola - Leonardo Rodríguez - Matías Rodríguez - Juan Carlos Sarnari - Alejandro Scopelli - Cristian Traverso - Héctor Veira Brazília - Arílson Chile - Clarence Acuña - Luis Álamos - Víctor Alonso - Ernesto Álvarez - Pedro Araya - Mauricio Aros - Manuel Astorga | - José Balbuena - Vladimir Bigorra - Carlos Campos - Gustavo Canales - Cristián Castañeda - Víctor Hugo Castañeda - Sandrino Castec - Eduardo Gino Cofré - Carlos Contreras - Marcelo Díaz - Humberto Donoso - Marco Estrada - Luis Eyzaguirre - Ronald Fuentes - Pablo Galdames - Marcos González - Pedro González - Ángelo Henríquez - Jhonny Herrera - Roberto Hodge - Héctor Hoffens - Manuel Iturra - Rubén Marcos - Charles Aránguiz - Patricio Acevedo | - Patricio Mardones - Eugenio Mena - Luis Musrri - Braulio Musso - Sergio Navarro - Adolfo Nef - Rafael Olarra - Manuel Pellegrini - Mauricio Pinilla - Miguel Pinto - David Pizarro - Miguel Ponce - Waldo Ponce - Mariano Puyol - Alberto Quintano - Jaime Ramírez - José Manuel Rojas - Ricardo Rojas - Arturo Salah - Marcelo Salas - Leonel Sánchez - Eduardo Simián - Jorge Socías - Jorge Spedaletti - Rodrigo Tello | - Esteban Valencia - Eduardo Vargas - Sergio Vargas - Oscar Wirth - Guillermo Yávar Kolumbia - Faustino Asprilla - Edison Mafla Paraguay - Richart Báez - Rogelio Delgado - Eladio Zárate Peru - Flavio Maestri Uruguay - Ubaldo Cruche - Juan Manuel Olivera - Mauricio Victorino |